# アジア (ディズニー・アニマル・キングダム)
アジア（Asia）とは、ウォルト・ディズニー・ワールド内ディズニー・アニマル・キングダムにあるテーマランド。

## 概要

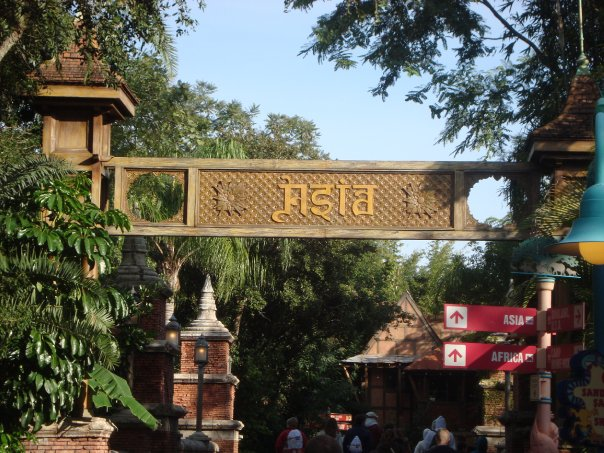
入り口とサイン

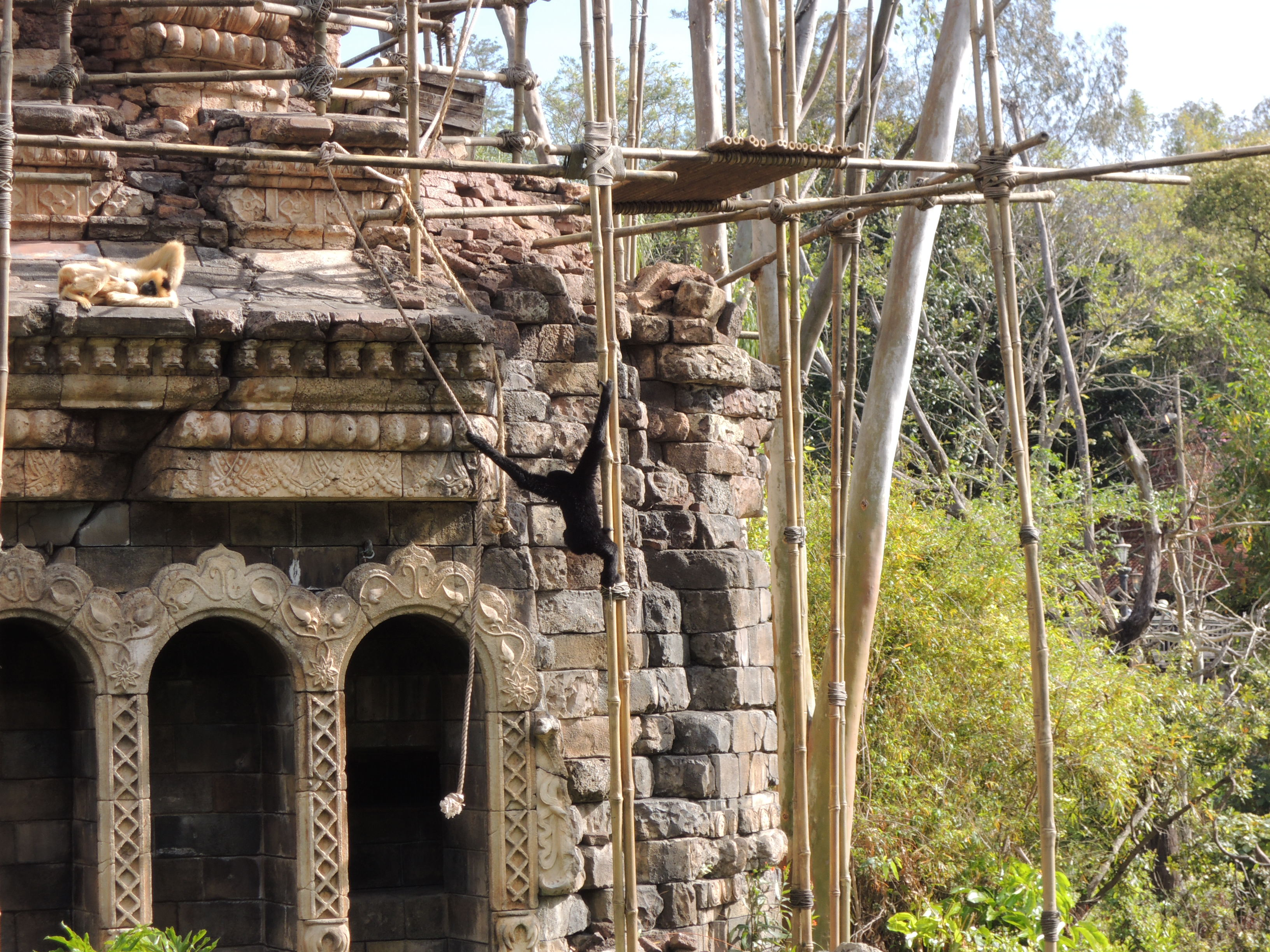
テナガザル

アジアの大自然をテーマにしたテーマエリア。「アナンダプール（Kingdom of Anandapuur）」という架空の王国を舞台としている。トレイルでは、トラやコモドドラゴンなどを見ることができ、テナガザルの展示施設もある。また、パーク最速のコースター「エクスペディション・エベレスト」や、激流下りのアトラクション「カリ・リバー・ラピッド」などの絶叫アトラクションもある。
イマジニアのジョー・ロードによるとアナンダプールのモデルとなったのはインドやネパールの南アジア地域やインドネシアといった東南アジア地域である。また、テーマとして「人間と自然との調和と不調和」が根底にあり、それはマハラジャ・ジャングル・トレックでトラの展示施設がかつて虎狩りに使われていた宮殿の廃墟を模していたり、カリ・リバー・ラピッドで違法伐採と焼き畑のシーンに表れている、とジョー・ロードは語っている。
また、「エクスペディション・エベレスト」のエリア周辺は「セルカ・ゾン（Serka Zong）」という集落が舞台となっており、セルカ・ゾンの建物はネパールのムスタン郡の建築をモデルとしている。

## 歴史
1998年のオープニング当初はバードショーのフライツ・オブ・ワンダーのみのオープンであり、1999年にカリ・リバー・ラピッドとマハラジャ・ジャングル・トレックを含むエリアがオープン。2006年に大型アトラクションのエクスペディション・エベレストがオープンした。

## 施設の紹介

### アトラクション
- アップ！グレイト・バード・アドベンチャー（UP! A Great Bird Adventure）…映画「カールじいさんの空飛ぶ家」のキャラクターが登場するフライツ・オブ・ワンダー（Flights of Wonder）をリニューアルしたバードショー。2018年4月にオープン[3]。
- カリ・リバー・ラピッド（Kali River Rapids）…類似アトラクションにディズニー・カリフォルニア・アドベンチャーのグリズリー・リバー・ランがある。
- マハラジャ・ジャングル・トレック（Maharajah Jungle Trek）
- エクスペディション・エベレスト（Expedition Everest）

### ショップ
- Mandala Gifts
- Serka Zong Bazaar
- Yak & Yeti Bhaktapur Market

### レストラン

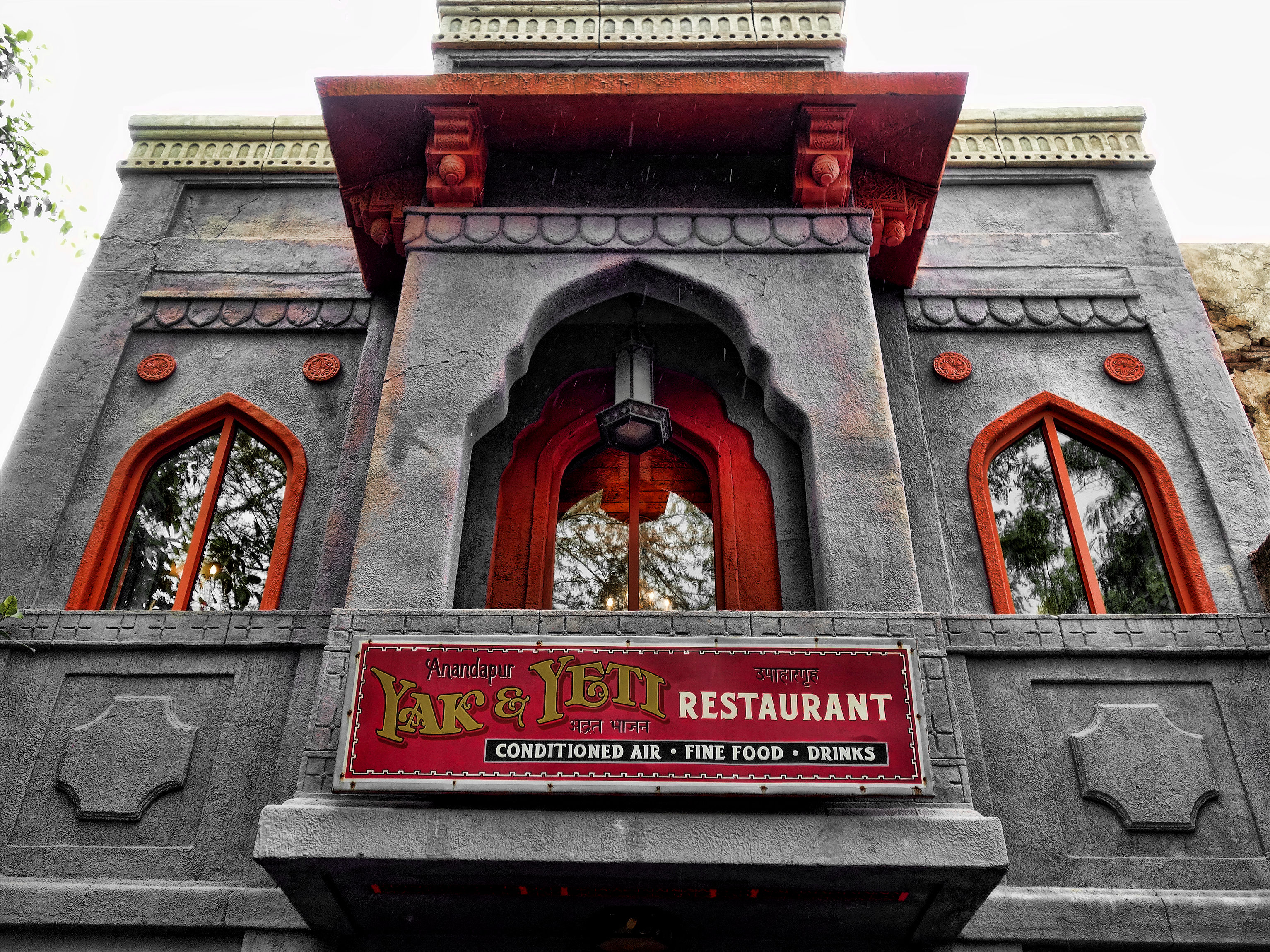
Yak ＆Yeti Restaurant

- Royal Anandapur Tea Company
- Yak & Yeti Restaurant
- Yak & Yeti Local Foods Cafe
- Anandapur Ice Cream Truck
- Caravan Road
- Drinkwallah
- Thirsty River Bar & Trek Snacks
- Warung Outpost